# Koncepttest
Koncepttest är ett test av en viss metod eller idé för att demonstrera dess genomförbarhet, eller en demonstration som verifierar att något teoretiskt funkar som tänkt. Ett koncepttest genomförs i liten skala och behöver inte vara fullständigt.